# Courtney Goodwill Trophy
Le Courtney Goodwill Trophy était une compétition internationale de rugby à XIII créé en 1936 qui récompensait l'équipe ayant les meilleurs résultats en Test-match par cycle de 4-5 ans (avant 1962, les conditions d'attribution étaient annuelles et sur une série de tests bien définis). Il s'agit de la première compétition du rugby à XIII international et est considérée comme l'ancêtre de la Coupe du monde de rugby à XIII. Le vainqueur de cette compétition avant la création de la coupe du monde en 1954, était officieusement désigné comme étant champion du monde.
Le trophée a été offert en 1936 par Roy Courtney, un néo-zélandais, exportateur de laine de moutons. Surmonté d'une femme ailée sur un globe d'argent, il mesure 1,76 m de haut, est en argent massif et émail et est entouré des emblèmes des 4 pays qui pratiquaient le rugby à XIII en 1936 dans le monde : l'Australie, la Grande-Bretagne, la Nouvelle-Zélande et la France. Sur ce trophée est représenté en relief des joueurs ayant marqué ce sport, Harold Wagstaff (Grande-Bretagne), Dally Messenger (Australie), Albert Baskerville (Nouvelle-Zélande) et Jean Galia (France).  
Le trophée qui représente de grosses difficultés pour le transport au cours de ses voyages autour du monde a été fortement endommagé. Il reste à l'heure actuelle de manière permanente au siège de la NSWRL à Sydney, où il est exposé au public. Il a été récemment restauré par le National Museum of Australia de Canberra.

## Palmarès
- 1936-1950 : Grande-Bretagne
- 1950 : Australie
- 1951 : France
- 1960-1965 : Nouvelle-Zélande
- 1965-1970 : France
- 1970-1975 : Australie
- 1975-1980 : France
- 1980-1985 : Australie
- 1985-1988 : Australie